# نيل سميث (أستاذ جامعي أمريكي)
نيل سميث (بالإنجليزية: Neil Smith)‏ هو جغرافي أمريكي، ولد في 18 يونيو 1954 في ليث ‏ في المملكة المتحدة، وتوفي في 29 سبتمبر 2012 في نيويورك في الولايات المتحدة.